# Robert Oswald von Ulrici
Robert Oswald von Ulrici (* 29. Mai 1816 in Lübben; † 31. Oktober 1886 in Wannsee bei Berlin) war ein deutscher Forstmann. Von 1880 bis 1885 war er als Oberlandforstmeister und Ministerialdirektor Leiter der gesamten preußischen Forstverwaltung.

## Leben und Werk
Robert Oswald Ulrici war der Sohn von August Friedrich Ulrici und Susette Emilie geborene Zinke. Sein Vater war Justizrat beim Oberlandesgericht in Frankfurt (Oder) und so besuchte er bis 1837 ebendort das Gymnasium. Nach einem praktischen Kurs beim Oberförster Ferdinand von Hagen in Limmritz studierte er drei Semester an der Forstakademie Neustadt-Eberswalde und anschließend drei Semester Rechts- und Staatswissenschaften in Berlin. 
1842 wurde er Regierungs- und Forstreferendar und 1847 zum Regierungs- und Forstassessor ernannt. 
Als Oberförster wirkte er 1848 in Morbach bei Trier, 1850 als Forstinspektor in Paderborn und 1853 in Potsdam. Im darauf folgenden Jahr wurde er Forstmeister und als solcher 1856 nach Liegnitz versetzt. Zum Oberforstmeister befördert (1860) ging er 1861 als „Hilfsarbeiter“ (eine Art Assistent) an das Ministerium für Landwirtschaft, Domänen und Forsten in Berlin. 1868 wurde er Landforstmeister und 1880 schließlich als Oberlandforstmeister und Ministerialdirektor Leiter des gesamten preußischen Forstwesens. Sein Gesundheitszustand zwang ihn 1884 um seinen Ruhestand zu ersuchen, in den er am 1. April 1885 eintrat. Gleichzeitig wurde er in den preußischen Adelsstand erhoben. Außerdem wurde er mit dem Roten Adlerorden II. Klasse und dem Kronenorden II. Klasse geehrt.
In einer Waldsiedlung in Berlin-Wannsee wurde 1928 eine Straße nach ihm Ulricistraße genannt.

## Werke
- Anleitung zur Waldwerthberechnung. Verlag der Königlichen Geheimen Ober-Hofbuchdruckerei (R. v. Decker), Berlin 1866, Digitalisat
- Die wissenschaftliche Reinertragslehre und die Nationalökonomie. In: Supplemente zur Allgemeinen Forst- und Jagd-Zeitung. Band 6, Frankfurt am Main 1867, S. 79–87, Digitalisat